# Le sorelle Rondoli
Le sorelle Rondoli (Les Sœurs Rondoli) è una raccolta di racconti in lingua francese di Guy de Maupassant, pubblicata per la prima volta dall'editore Paul Ollendorff nel 1884.

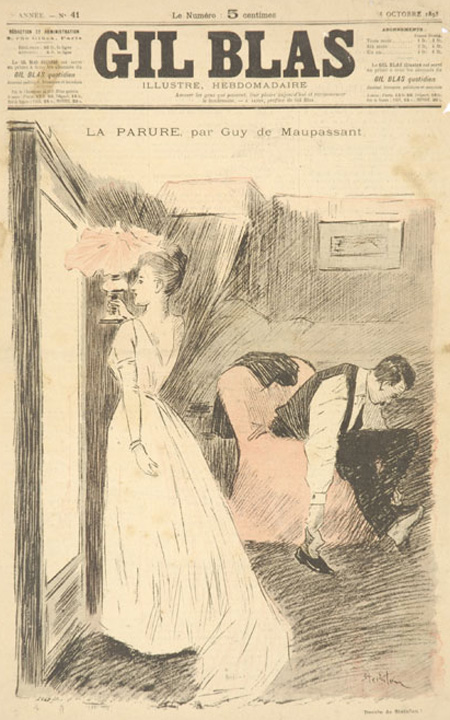
Prima pagina della rivista Gil Blas, numero dell'8 ottobre 1893

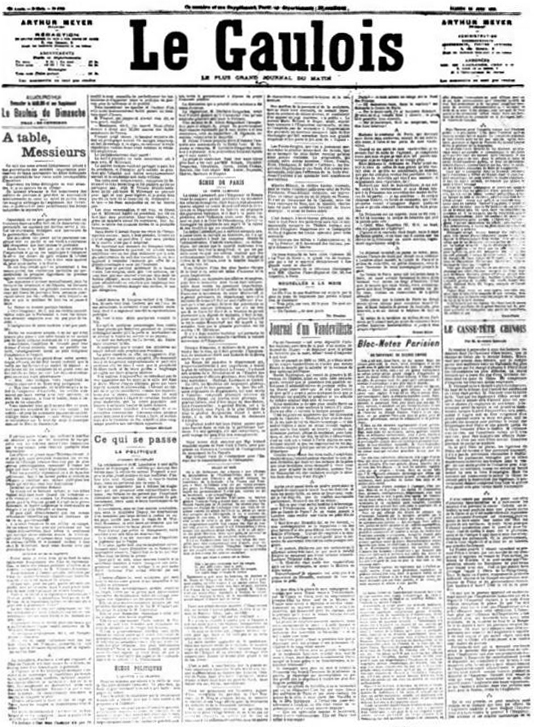
Prima pagina della rivista Le Gaulois

## Racconti
La raccolta contiene i seguenti quindici racconti:
- Le sorelle Rondoli (Les Sœurs Rondoli, pubblicato su L'Écho de Paris dal 29 maggio al 5 giugno 1884)
- La padrona (La Patronne, pubblicato sul Gil Blas del 1 aprile 1884)
- Il barilotto (Le Petit Fût, pubblicato su Le Gaulois del 7 aprile 1884)
- Lui? (Lui?, pubblicato sul Gil Blas del 3 luglio 1883)
- Mio zio Sostene (Mon oncle Sosthène, pubblicato sul Gil Blas del 12 agosto 1882)
- Il male di Andrea (Le Mal d'André, pubblicato sul Gil Blas del 24 luglio 1883)
- Il pane maledetto (Le Pain maudit, pubblicato sul Gil Blas del 29 maggio 1883)
- Il caso di madame Luneau (Le Cas de Mme Luneau, pubblicato sul Gil Blas del 21 agosto 1883)
- Un uomo saggio (Un sage, pubblicato sul Gil Blas del 4 dicembre 1883)
- L'ombrello (Le Parapluie, pubblicato su Le Gaulois del 10 febbraio 1884)
- Il chiavistello (Le Verrou, pubblicato sul Gil Blas del 25 luglio, 1882)
- Incontro  (Rencontre, pubblicato sul Gil Blas dell'11 marzo 1884)[1]
- Suicidii (Suicides, pubblicato su Le Gaulois del 29 agosto 1880)
- Cavaliere! (Décoré!, pubblicato sul Gil Blas del 13 novembre 1883)
- Scialì (Châli, pubblicato sul Gil Blas del 15 aprile 1884)

## Genesi dell'opera
La raccolta consta di quindici brevi racconti pubblicati in precedenza da Maupassant su Le Gaulois o su Gil Blas, firmati spesso con lo pseudonimo di Maufrigneuse. I racconti trattano i temi più cari a Maupassant. Per Mario Bonfantini, tutti i racconti di questa raccolta «rivelano dal più al meno la ben nota vigoria di stile del Maupassant, ma anche l'eccessiva facilità propria d'un troppo fecondo scrittore. Due tra essi però appaiono particolarmente notevoli: Il barilotto e Il caso della signora Luneau»

## Edizioni
- Guy de Maupassant, Les Sœurs Rondoli, Paris: P. Ollendorff, 1884
- Guy de Maupassant, Le sorelle Rondoli, Firenze: La Sigaretta, 1914
- Guy de Maupassant, Le sorelle Rondoli; traduzione di Giovanni Vaccaro, Milano: A. Barion, 1924
- Guy de Maupassant, Le sorelle Rondoli: novelle; traduzione di Elio Jona, Milano: Caddeo, 1925
- Guy de Maupassant, Le sorelle Rondoli; traduzione di Oreste Del Buono, Coll. Biblioteca Universale Rizzoli 909-910, Milano: Rizzoli, 1955
- Guy de Maupassant, Racconti della beccaccia; traduzione di Mario Picchi e di Antonia Schiavoncini; introduzione di E. Melon, Firenze: Sansoni, 1966
Contiene le raccolte: Racconti del giorno e della notte; Le sorelle Rondoli; Lilla
- Guy de Maupassant, Contes et nouvelles; texte établi et annoté par Louis Forestier, Collezione Bibliothèque de la Pléiade 253, Paris: Gallimard, 1974, ISBN 978-2-07-010805-3
- Guy de Maupassant, Tutte le novelle; a cura di Mario Picchi, Collezione I Meridiani, Milano: A. Mondadori, 1993, ISBN 88-04-36360-6 (ISBN 978-88-04-36360-6 VI ed., 2013)
- Guy de Maupassant, Tutte le novelle e i racconti; a cura di Lucio Chiavarelli; introduzione generale di Giacinto Spagnoletti; Collezione I mammut 81, Roma: Grandi Tascabili Economici Newton, 2005, ISBN 88-541-0440-X